# Équipe des Tonga de rugby à XV à la Coupe du monde 2007
L'équipe des Tonga de rugby à XV dispute la Coupe du monde 2007, organisée par la France, en étant dans la poule A pour la première phase; elle affronte l’Afrique du Sud, les Samoa, les États-Unis et l'Angleterre. L'Afrique du Sud s’impose difficilement contre les Tonga 30-25. Le match au sommet entre les Tongiens et l'Angleterre voit la victoire des champions du monde 2003 sur les îles du Pacifique par 36-20. Les Tonga peuvent disputer ce match pour finir second de la poule, derrière l'Afrique du Sud. Avant, ils sont parvenus à s'imposer 25-15 contre les États-Unis et 19-15 contre les Samoa. Grâce à ce parcours, les Tonga réalisent leur meilleure prestation en Coupe du monde, performance renouvelée en 2011.
Ce sont les deux premiers de cette poule qui disputent par la suite la finale de la compétition.

## Les qualifications
L'équipe des Tonga de rugby à XV disputent les qualifications de la zone Océanie pour la Coupe du monde de rugby à XV 2007 pour parvenir à se qualifier pour la compétition. Les Tonga, les Fidji et les Samoa disputent le Tri-nations du Pacifique 2005 en juin et en juillet 2005 pour désigner les deux premiers qualifiés de la zone Océanie. La  Nouvelle-Zélande et l' Australie sont qualifiées d'office pour la Coupe du monde de rugby en tant que quart-de-finalistes de l'édition 2003.
| Pays  | J | V | N | D |
| ----- | - | - | - | - |
| Samoa | 4 | 3 | 0 | 1 |
| Fidji | 4 | 3 | 0 | 1 |
| Tonga | 4 | 0 | 0 | 4 |

 Samoa et les  Fidji sont qualifiées pour la Coupe du Monde.
 Tonga qualifiées pour le Tour 4.
Résultats
- 25/06/2005 : Fidji 19 - 11 Tonga
- 02/07/2005 : Samoa 50 - 28 Tonga
- 09/07/2005 : Samoa 36 - 10 Fidji
- 16/07/2005 : Tonga 19 - 24 Fidji
- 23/07/2005 : Tonga 19 - 30 Samoa
- 30/07/2005 : Fidji 	21 - 15 Samoa

Les Tonga affrontent les Îles Cook en juin 2006 et l'emportent 77-10, 90-0 pour pouvoir disputer un match de barrage contre la Corée du Sud, deuxième du parcours asiatique. Le 10 février 2007, les Tonga s'imposent 85-3 à Auckland.

## Les joueurs sélectionnés
La liste suivante indique les joueurs retenus pour participer à la coupe du monde 2007.
| Entraîneur | Entraîneur             | Kutusi Fielea                                                                |
| Avants     | Pilier                 | Toma Toke, Mosese Moala, Taufa'ao Filise, Soane Tonga'uiha, Siosateki Mata'u |
| Avants     | Talonneur              | Ephraim Taukafa, Aleki Lutui                                                 |
| Avants     | Deuxième ligne         | Paino Kelekolio Hehea, Inoke Afeaki (cap.), Lisiate Fa'aoso                  |
| Avants     | Troisième ligne aile   | Emosi Kauhenga, Nili Latu, Tevita Tu'uhoko, Finau Maka, Viliami Vaki         |
| Avants     | Troisième ligne centre | Osaiasi Filipine                                                             |
| Arrières   | Demi de mêlée          | Soane Havea, Enele Taufa                                                     |
| Arrières   | Demi d'ouverture       | Pierre Hola, Tevita Tu'ifua                                                  |
| Arrières   | Centre                 | Epi Taione, Joseph Vaka, Suka Hufanga, 'Isileli Tupou                        |
| Arrières   | Ailier                 | Ualosi Kailea, Seti Kiole, 'Aisea Kaufusi                                    |
| Arrières   | Arrière                | Vungakoto Lilo, Sione Tuipulotu, Hudson Tonga'uiha                           |

## La Coupe du monde
Les Tonga disputent quatre matches préliminaires dans la Poule A.

### Match 1:États-Unis-Tonga: 15-25 (12septembre2007,Stade de la MossonMontpellier)

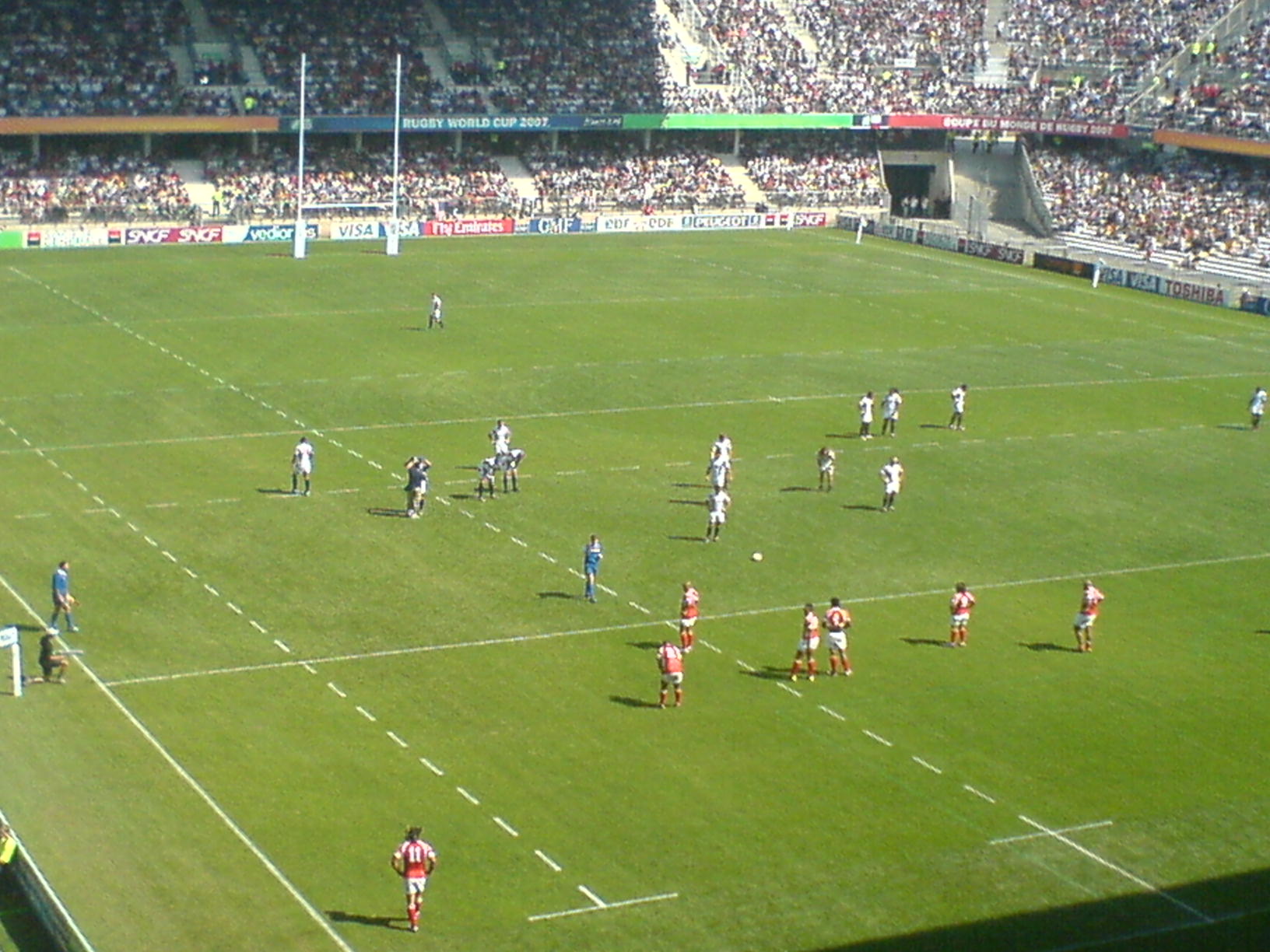

Date : 12 septembre 2007

Composition des équipes

Stade : Stade de la Mosson Montpellier ( France)
Arbitre : 
Composition des équipes :
États-Unis 

Titulaires : 15 Chris Wyles, 14 Salesi Sika, 13 Paul Emerick, 12 Vahafolau Esikia, 11 Takudzwa Ngwenya, 10 Mike Hercus (c), 9 Chad Erskine, 8 Henry Bloomfield, 7 Todd Clever, 6 Louis Stanfill, 5 Mike Mangan, 4 Alec Parker, 3 Chris Osentowski, 2 Owen Lentz, 1 Mike MacDonald.

Remplaçants : 16 Blake Burdette, 17 Matekitonga Moeakiola, 18 Hayden Mexted, 19 Inaki Basauri, 20 Mike Petri, 21 Valenese Malifa, 22 Albert Tuipulotu.
Tonga 

Titulaires : 15 Vungakoto Lilo, 14 Tevita Tu'ifua, 13 Sukanaivalu Hufanga, 12 Epi Taione, 11 Joseph Vaka, 10 Pierre Hola, 9 Soane Havea, 8 Finau Maka, 7 Nili Latu (c), 6 Hale T-Pole, 5 Paino Hehea, 4 Lisiate Fa'aoso, 3 Kisi Pulu, 2 Aleki Lutui, 1 Soane Tonga'uiha

Remplaçants : 16 Ephraim Taukafa, 17 Toma Toke, 18 Viliami Vaki, 19 Lotu Filipine, 20 Sione Tuipulotu, 21 Isileli Tupou, 22 Aisea Havili.
Points marqués :
États-Unis  : 2 essais de MacDonald et Stanfill, 1 transformation de Hercus, 1 pénalité de Hercus

### Match 2:Samoa-Tonga: 15-19 (16septembre2007,Stade de la MossonMontpellier)
Date : 16 septembre 2007

Composition des équipes

Stade : Stade de la Mosson Montpellier ( France)
Arbitre : Jonathan Kaplan 
Composition des équipes :
Samoa 

Titulaires : 15 Gavin Williams, 14 Sailosi Tagicakibau, 13 Elvis Seveali'i, 12 Seilala Mapusua, 11 Alesana Tuilagi, 10 Loki Crichton, 9 Steven So'oialo, 8 Semo Sititi (captain), 7 Ulia Ulia, 6 Daniel Leo, 5 Kane Thompson, 4 Joe Tekori, 3 Census Johnston, 2 Mahonri Schwalger, 1 Justin Va'a.

Remplaçants : 16 Tanielu Fuga, 17 Muliufi Salanoa, 18 Leo Lafaiali'i, 19 Justin Purdie, 20 Junior Poluleuligaga, 21 Lolo Lui, 22 David Lemi.
Tonga 

Titulaires : 15 Vungakoto Lilo, 14 Tevita Tu'ifua, 13 Sukanaivalu Hufanga, 12 Epi Taione, 11 Joseph Vaka, 10 Pierre Hola, 9 Enele Taufa, 8 Finau Maka, 7 Nili Latu (c), 6 Hale T-Pole, 5 Paino Hehea, 4 Inoke Afeaki, 3 Kisi Pulu, 2 Ephraim Taukafa, 1 Soane Tonga'uiha.

Remplaçants : 16 Aleki Lutui, 17 Toma Toke, 18 Viliami Vaki, 19 'Emosi Kauhenga, 20 Sione Tuipulotu, 21 Isileli Tupou, 22 Hudson Tonga'uiha.
Points marqués :
Samoa  : 5 pénalités de Williams (5e, 20e, 23e, 29e, 69e)
Défiant tous les pronostics, ce sont les Tongiens qui remportent le duel du Pacifique. Battus 3-50 en juin à Apia par les Manu Samoa, les Rouges prennent l'avantage au score en marquant le seul essai du match à l'heure de jeu, puis le conservent jusqu'au terme de la rencontre, bien qu'ils soient réduits à quatorze à la 72e minute puis à treize à la 75e minute.

### Match 3:Afrique du Sud-Tonga: 30-25 (22septembre2007,Stade Félix-Bollaert,Lens)
Date : 22 septembre 2007

Composition des équipes

Stade : Stade Félix-Bollaert, Lens ( France)
Arbitre : Wayne Barnes 
Composition des équipes :
Afrique du Sud

Titulaires : 15 Ruan Pienaar, 14 Ashwin Willemse, 13 Wynand Olivier, 12 Wayne Julies, 11 JP Pietersen, 10 Andre Pretorius, 9 Ricky Januarie, 8 Bobby Skinstad (cap.), 7 Danie Rossouw, 6 Wikus van Heerden, 5 Albert van den Berg, 4 Bakkies Botha, 3 CJ van der Linde, 2 Gary Botha, 1 Gurthro Steenkamp

Remplaçants : 16 John Smit, 17 BJ Botha, 18 Victor Matfield, 19 Juan Smith, 20 Bryan Habana, 21 François Steyn, 22 Percy Montgomery
Tonga

Titulaires : Soane Tonga'uiha, 2 Aleki Lutui, 3 Kisi Pulu, 4 Paino Hehea, 5 'Emosi Kauhenga, 6 Viliami Vaki, 7 Nili Latu (cap.), 8 Finau Maka, 9 Sione Tuipulotu, 10 Pierre Hola, 11 Joseph Vaka, 12 Epi Taione, 13 Sukanaivalu Hufanga, 14 Tevita Tu'ifua, 15 Vungakoto Lilo

Remplaçants : 16 Ephraim Taukafa, 17 Taufa'ao Filise, 18 Inoke Afeaki, 19 Lotu Filipine, 20 Soane Havea, 21 Isileli Tupou, 22 Aisea Havili
Points marqués :
Afrique du Sud : 4 essais de Pienaar (18e, 65e), Smith (59e), Skinstad (62e), 2 transformations de Pretorius (19e), Montgomery (60e), 2 pénalités de Steyn (53e), Montgomery (76e)
L'Afrique du Sud, volontairement privée d'une grande partie de ses titulaires, souffre mille morts pour l'emporter avec le bonus face à une équipe des Tonga accrocheuse en diable. Malmenée et menée au score 7-10 au début de la deuxième mi-temps, elle doit son salut à l'entrée de plusieurs cadres qui lui permettent de s'envoler grâce à trois essais en 7 minutes (59e-65e). Les Tongiens survoltés recollent néanmoins au score grâce à deux essais dans les dix dernières minutes, et manquent même de l'emporter sur un dernier coup de pied à suivre de Pierre Hola qui sort en touche à quelques centimètres de la ligne des Springboks. Ils sont néanmoins récompensés de leur résistance par les acclamations nourries du Stade Félix-Bollaert et par un point de bonus. L'Afrique du Sud, elle, assure sa qualification pour les quarts de finale.

### Match 4:Angleterre-Tonga: 36-20 (28septembre2007,Parc des PrincesàParis)
Date : 28 septembre 2007

Composition des équipes

Stade : Parc des Princes à Paris ( France)
Arbitre : Alain Rolland 
Composition des équipes :
Angleterre

Titulaires : 15 Josh Lewsey, 14 Paul Sackey, 13 Mathew Tait, 12 Olly Barkley, 11 Mark Cueto, 10 Jonny Wilkinson, 9 Andy Gomarsall, 8 Nick Easter, 7 Lewis Moody, 6 Martin Corry (cap.), 5 Ben Kay, 4 Steve Borthwick, 3 Matt Stevens, 2 George Chuter, 1 Andrew Sheridan

Remplaçants : 16 Lee Mears, 17 Phil Vickery, 18 Lawrence Dallaglio, 19 Joe Worsley, 20 Peter Richards, 21 Andy Farrell, 22 Dan Hipkiss
Tonga

Titulaires : 15 Vungakoto Lilo, 14 Tevita Tu'ifua, 13 Sukanaivalu Hufanga, 12 Epi Taione, 11 Joseph Vaka, 10 Pierre Hola, 9 Sione Tuipulotu, 8 Finau Maka, 7 Nili Latu (cap.), 6 Hale T-Pole, 5 Lisiate Fa'aoso, 4 Viliami Vaki, 3 Kisi Pulu, 2 Aleki Lutui, 1 Soane Tonga'uiha

Remplaçants : 16 Ephraim Taukafa, 17 Taufa'ao Filise, 18 Maama Molitika, 19 Inoke Afeaki, 20 Soane Havea, 21 Hudson Tonga'uiha, 22 Aisea Havili
Points marqués :
Angleterre : 4 essais de Sackey (19e, 38e), Tait (57e), Farrell (68e), 2 transformations de Wilkinson (58e, 69e), 2 drops de Wilkinson (32e, 72e), 2 pénalités de Wilkinson (14e, 71e)
Tonga fait jeu égal avec les Anglais en première mi-temps pendant laquelle elle marque un essai par Hufanga avant d'en encaisser deux par Sackley, dont un en contre. La deuxième mi-temps est plus favorable aux Anglais qui marquent deux nouveaux essais par Tait et Farrell alors que Tonga en marque un seul en fin de match par T Pole.

### Classement de la poule A
| Place | Nation         | Matchs | Matchs   | Matchs | Matchs  | Points | Points | Points     | Essais | Essais | Essais     | Bonus points | Classement points |
| Place | Nation         | joués  | victoire | nul    | défaite | pour   | contre | différence | pour   | contre | différence | Bonus points | Classement points |
| ----- | -------------- | ------ | -------- | ------ | ------- | ------ | ------ | ---------- | ------ | ------ | ---------- | ------------ | ----------------- |
| 1     | Afrique du Sud | 4      | 4        | 0      | 0       | 189    | 47     | +142       | 24     | 6      | +18        | 3            | 19                |
| 2     | Angleterre     | 4      | 3        | 0      | 1       | 108    | 88     | +20        | 11     | 7      | +4         | 2            | 14                |
| 3     | Tonga          | 4      | 2        | 0      | 2       | 89     | 96     | -7         | 9      | 10     | -1         | 1            | 9                 |
| 4     | Samoa          | 4      | 1        | 0      | 3       | 69     | 143    | -74        | 5      | 15     | -10        | 1            | 5                 |
| 5     | États-Unis     | 4      | 0        | 0      | 4       | 61     | 142    | -81        | 7      | 18     | -11        | 1            | 1                 |

## Meilleurs marqueurs d'essais tongiens
1. Sukanaivalu Hufanga, Viliami Vaki, 2 essais
2. Finau Maka, Hale T-Pole, Kisi Pulu, Epi Taione, Joseph Vaka, 1 essai.

## Meilleur réalisateur tongien
1. Pierre Hola, 51 points, 7 transformations, 10 pénalités,
2. Sukanaivalu Hufanga, Viliami Vaki, 10 points, 2 essais.